# Jean Francou
Jean Francou (* 27. Mai 1920 in Salon-de-Provence; † 13. März 2013 ebenda) war ein französischer Politiker. Er war von 1971 bis 1989 Mitglied des Senats.
Francou war hauptberuflich Makler für Ölausgangsstoffe. Er war Bürgermeister von Salon-de-Provence. 1971 zog Francou in den Senat ein. Nachdem er 1980 wiedergewählt worden war, trat er 1989 nicht erneut zur Wahl an.